# The Nemesis

The Nemesis (titre alternatif The Brand of Man) est un court métrage muet réalisé par Henry King en 1915, mais pour lequel on ne connaît pas de date de sortie, ni aux États-Unis, ni au Royaume-Uni.

## Synopsis
Après avoir purgé dix ans de travaux forcés, Robert Richards, condamné n ° 832, retrouve sa liberté. Résolu à recommencer sa vie, il cherche un emploi, mais le monde le regarde de travers et ses efforts ne rencontre systématiquement l'échec. Déprimé et découragé, il se dirige vers un banc dans un parc voisin. Un banquier, irrité par la proximité de l'homme minable, le quitte. Richards note qu'il a laissé son portefeuille sur le banc. Il suit le banquier et lui restitue le dossier, recevant ses remerciements et une demande de visite à son établissement. En récompense de son honnêteté, Richards obtient un emploi. Au cours des trois années qui suivent, le jugement de Richards est beaucoup considéré et son employeur en tire de grands avantages financiers. Conscient de sa valeur, le banquier engage Richards dans un partenariat. Dans la société, il rencontre la riche veuve, Mme Gordon, et un intérêt mutuel est éveillé.
De nombreux jours agréables suivent, et Cupidon prend enfin la paire en main. Le bonheur de Richards est maintenant complet. Sentant le besoin d'un serviteur dans sa nouvelle maison, Richards s'engage dans ce qu'il pense être un homme compétent. Le nouveau serviteur, ancien condamné et copain de Richards, découvre l'identité de son employeur et décide d'utiliser la connaissance à ses propres fins maléfiques. Par des menaces de dénonciation, il fait chanter Richards. Craignant d'être divulgué, Richards s'avère une proie facile pour la sangsue humaine et le paie généreusement pour son silence. Les gains mal acquis du maître-chanteur sont bientôt dépensés, et il revient à nouveau harceler Richards. Pour échapper à son bourreau, Richards feint la maladie et décide de partir en vacances en Suisse. Le maître chanteur le suit et monte à bord du même train.Faisant son chemin le long du côté du train à la recherche du compartiment de Richards, il est emporté du marchepied par un train qui passe. Le destin a supprimé le "Nemesis" de Richards.

## Fiche technique
- Titre original : The Brand of Man
- Titre alternatif : The Nemesis
- Réalisation : Henry King
- Société de production : Balboa Amusement Producing Company
- Pays d’origine :  États-Unis
- Langue : anglais
- Format : Noir et blanc - 35 mm - 1,37:1 - Muet

## Distribution
Inconnue